# Ribnoje (Rjazanyi terület)
Ribnoje (orosz nyelven: Рыбное) város Oroszország európai részén, a Rjazanyi terület Ribnojei járásának székhelye. 
Lakossága: 18 380 fő (a 2010. évi népszámláláskor).

## Elhelyezkedése
A Közép-orosz-hátságon, a Vozsa (az Oka mellékfolyója) partján, Rjazany területi székhelytől kb. 20 km-re északnyugatra helyezkedik el. Rjazany bolygóvárosa. Vasútállomás a Moszkva–Rjazany vasútvonalon, jelentős rendezőpályaudvara van. A város mellett vezet az  „Urál” főút.
Nevének jelentése: 'halas'. 

## Története

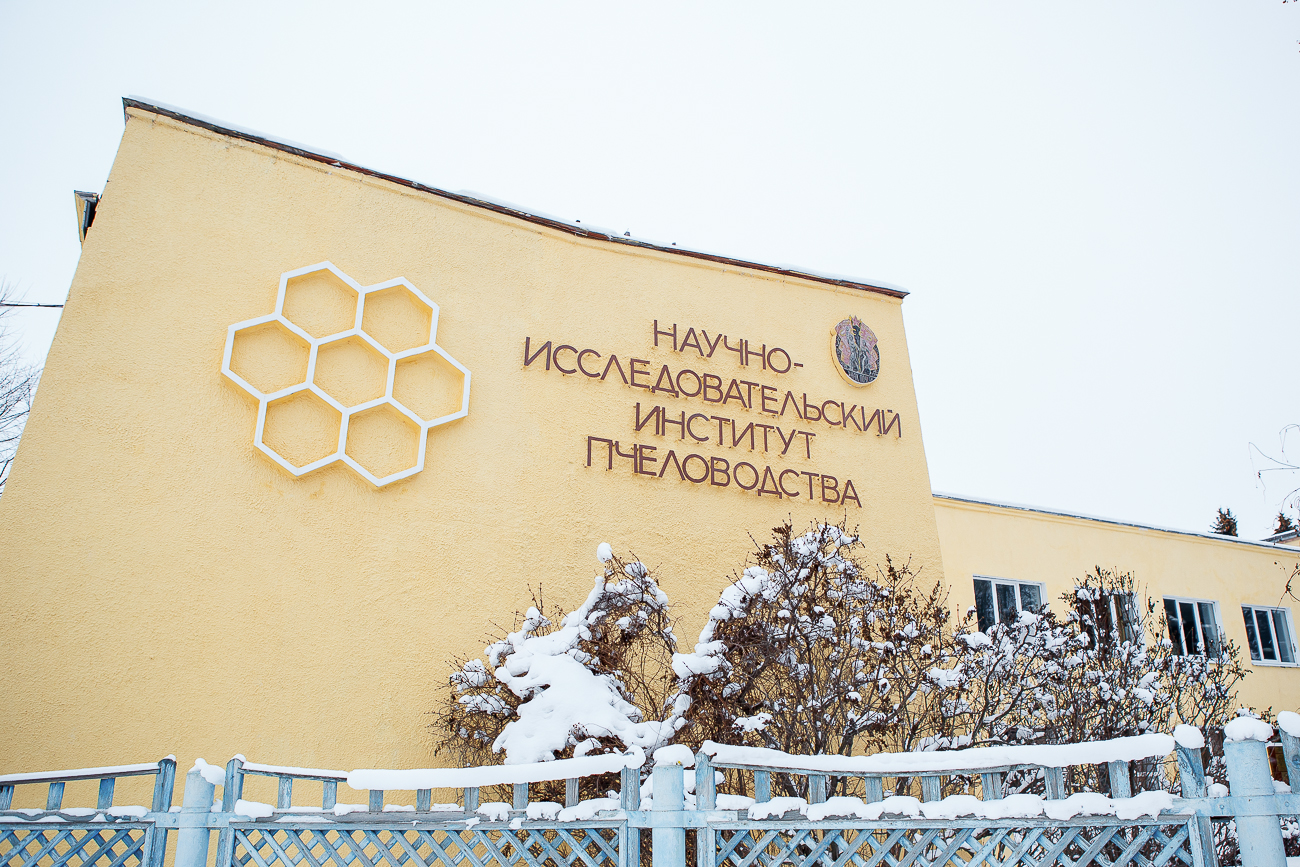
A méhészeti kutatóközpont

A falut írott forrás 1597-ben említi először Ribino néven. 1634-ben a tatárok kifosztották és felégették. A 19. század második felében a vasútépítésnek köszönhetően gyors fejlődésnek indult, a Moszkva–Rjazany vasútvonalat 1864-ben nyitották meg.
1929-ben lett járási székhely. 1930-tól könnyűipari, építőanyagipari és élelmiszeripari gyárai épültek. 1947-ben városi jellegű település, 1961-ben város lett.
A városban (és részben a környékén) két nagy hagyományú tudományos intézet: a lótenyésztési és a méhészeti tudományos kutatóközpont működik.